# Uwe Hohn
Uwe Hohn (* 16. Juli 1962 in Neuruppin, Bezirk Potsdam, DDR) ist ein ehemaliger deutscher Leichtathlet, der durch den ersten dokumentierten Speerwurf von über 100 Metern in die Sportgeschichte einging.

## Leben
Uwe Hohn wuchs in Rheinsberg auf und begann dort mit dem Speerwurf. Aufgrund überzeugender Leistungen erhielt er 1975 die Delegierung an die Kinder- und Jugendsportschule nach Brandenburg (Havel), die bis 1977 komplett nach Potsdam umzog, und wurde 1981 Mitglied des ASK Vorwärts Potsdam. Nach mehreren Erfolgen im Nachwuchsbereich verzeichnete Hohn 1981 seinen ersten internationalen Erfolg, als er bei den Junioreneuropameisterschaften in Utrecht den Titel holte und gleichzeitig eine neue kontinentale Bestmarke setzte. Ein Jahr später krönte sich der Potsdamer auch bei den Senioren zum Europameister.

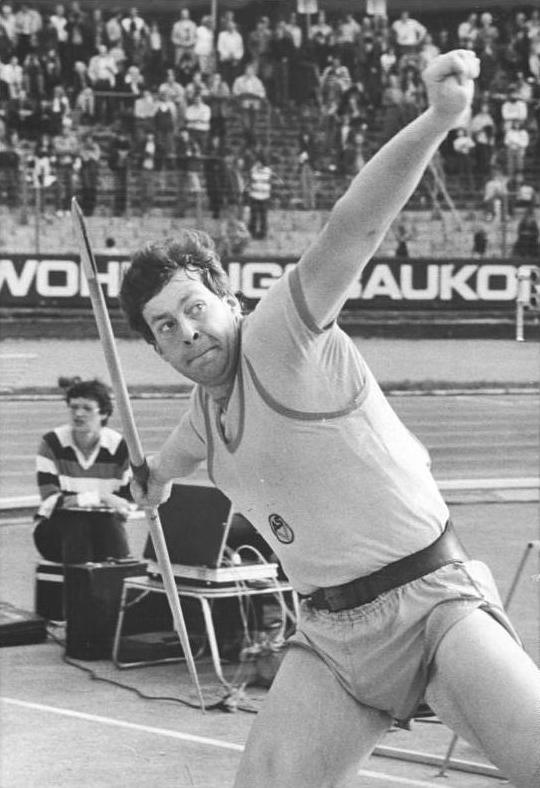
Bei den DDR-Meisterschaften 1984

Nach einer einjährigen Verletzungspause gelang Hohn 1984 eine überzeugende Rückkehr in den Wettkampfbetrieb, als er am 25. Mai 1984 mit neuem Europarekord von 99,52 m im heimischen Potsdam die Weltbestmarke des US-Amerikaners Tom Petranoff nur um 20 Zentimeter verfehlte. Knapp zwei Monate später übertraf der Sportsoldat auch diese Marke und stellte mit 104,80 m einen Fabelweltrekord auf. Eine mögliche Goldmedaille bei den Olympischen Spielen 1984 blieb dem Ausnahmeathleten dagegen durch den Boykott der DDR versagt. Dafür hielt sich der DDR-Sportler des Jahres 1984 bei den als Ersatz ausgetragenen Wettkämpfen der Freundschaft schadlos und übertraf mit 94,44 m die Siegesweite des Olympiasiegers von 1984, Arto Härkönen (Finnland), um über sieben Meter.
1985 siegte Hohn beim Europacup und beim Weltcup. Außerdem versuchte er sich in der Fernsehsendung Außenseiter-Spitzenreiter beim „Streichholz-Werfen“. Sein bester Versuch vor laufenden Kameras wurde mit 30,68 m vermessen, der angegebene „Hausrekord“ betrug 34 Meter.
Nach mehreren Operationen aufgrund eines Bandscheibenschadens musste Hohn schließlich im Jahr 1987 seine aktive Laufbahn beenden. Bei einer Größe von 1,98 m hatte er ein Wettkampfgewicht von 116 kg.
Nach seiner Sportkarriere arbeitete er zunächst als Trainerassistent, bis 1990 bei seinem Verein, wo er 1990 als Hauptmann der NVA ausschied. Anschließend war er Zivilbeschäftigter der Bundeswehr. Da sich sein körperlicher Zustand weiter verschlechterte, war Hohn zeitweise Invalidenrentner. 1999 wurde er Honorartrainer beim SC Potsdam, dem Nachfolger des ASK Vorwärts Potsdam. Später arbeitete er in Katar, Australien und China.
Hohn war seit November 2017 für etwa ein Jahr Cheftrainer der indischen Speerwerfer, darunter auch Neeraj Chopra, dem Sieger im Speerwurf bei den Olympischen Spielen von Tokio (2020), die 2021 stattfanden. Der Vertrag wurde nicht verlängert, da Chopra mit seinen Trainingsmethoden nicht einverstanden war und den deutschen Trainer Klaus Bartonietz bevorzugte. Weiterhin war der indische Verband nicht mit Hohns finanziellen Forderungen einverstanden.
Uwe Hohn war seit 1984 Mitglied der SED. Er heiratete 1983, hat eine Tochter und einen Sohn und wohnt in Potsdam.
In den nach der Wende öffentlich gewordenen Unterlagen zum Staatsdoping in der DDR fand sich bei den gedopten Sportlern auch der Name von Hohn. Für Hohn sind 1.135 Milligramm Oral-Turinabol für das Jahr 1985 vermerkt, weniger als bei den meisten anderen DDR-Werfern.

## Sportliche Erfolge
- Europameister 1982 mit 91,34 m
- Sieger Weltcup 1985 in Canberra mit 96,96 m (Jahresweltbestleistung)
- Sieger Europacup 1985 in Moskau mit 92,88 m
- Junioreneuropameister 1981 mit 86,56 m (Junioreneuroparekord)
- DDR-Meister 1984, 1985
- DDR-Juniorenmeister 1980
- DDR-Spartakiadesieger 1977, 1979

## Auszeichnungen (Auswahl)
- 1984 – Vaterländischer Verdienstorden in Gold
- 1986 – Stern der Völkerfreundschaft in Silber

## Der Weltrekord und seine Folgen
Die 104,80 m, die Uwe Hohn am 20. Juli 1984 beim Olympischen Tag im Berliner Jahnstadion erzielte, gaben den Ausschlag für eine Regeländerung. Aus Sicherheitsgründen führte die International Association of Athletics Federations (IAAF) mit Wirkung vom 1. April 1986 einen neuen Wettkampfspeer mit verändertem Schwerpunkt ein, der eine steilere Flugbahn und damit ein schnelleres Absinken des Fluggerätes bewirkt. Aufgrund der neuen Rekordliste wurde die Weite von Hohn ein „ewiger Weltrekord“. Der seit Mai 1996 bestehende aktuelle Weltrekord des Tschechen Jan Železný mit dem neuen Speer beträgt 98,48 m.